# Synkopa (medicína)
Synkopa je krátkodobá ztráta vědomí, která je způsobena  poklesem tlaku,  či jiným nedostatkem okysličené krve v mozku (hypoxie). Charakteristickým příznakem je pád, způsobený povolením veškerého svalstva. V poloze na zemi, se zvednutými dolními končetinami, by se mělo v řádu minut vědomí opět navrátit.
Často se vyskytuje i u  zdravých lidí, při citovém vzrušení či úleku (zpomalení tepu vlivem bloudivého nervu). Vzniknout může i při dlouhodobém stání, či náhlém postavení. Běžnou příčinou mdloby je též dehydratace.
Synkopu však mohou vyvolat i mnohem závažnější onemocnění jako např. poruchy srdečního rytmu – arytmie nebo chlopenní vady. Proto  je vhodné po častých či opakovaných synkopách navštívit lékaře.

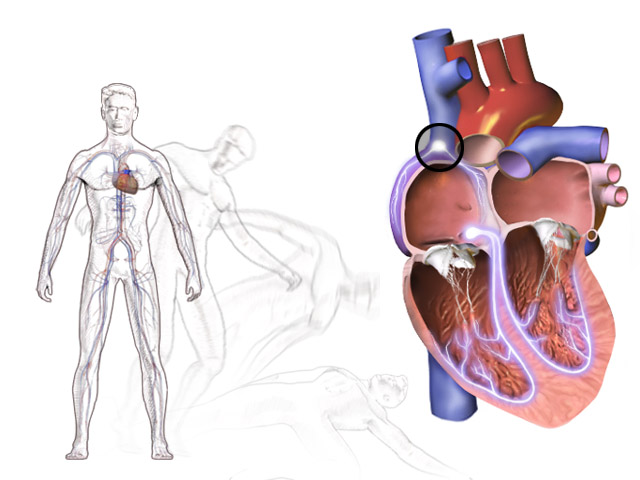
Náhlé zpomalení srdečního tepu vede k mdlobě
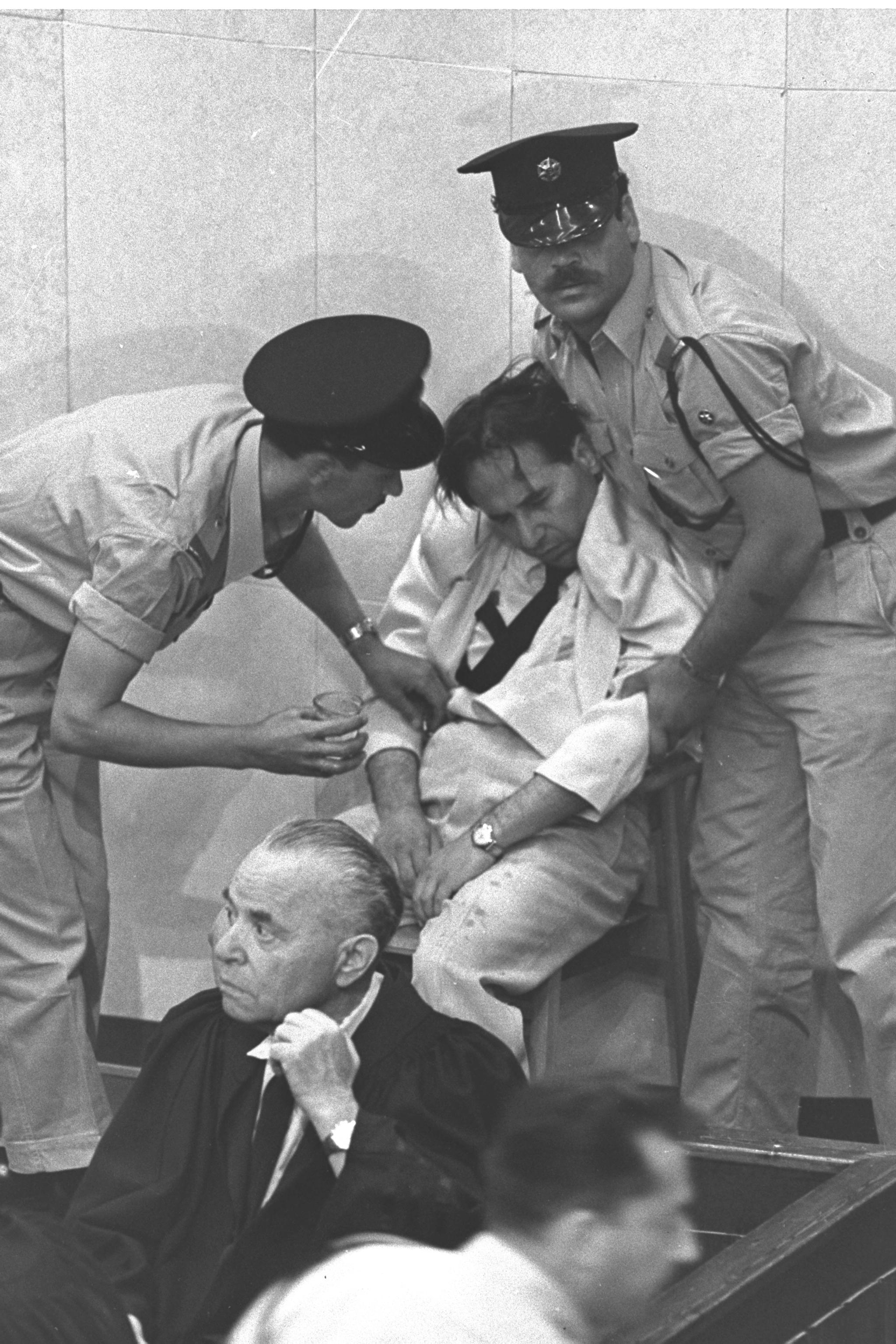
Svědek procesu s nacistou Eichmannem omdlel, udržován v nevhodné poloze
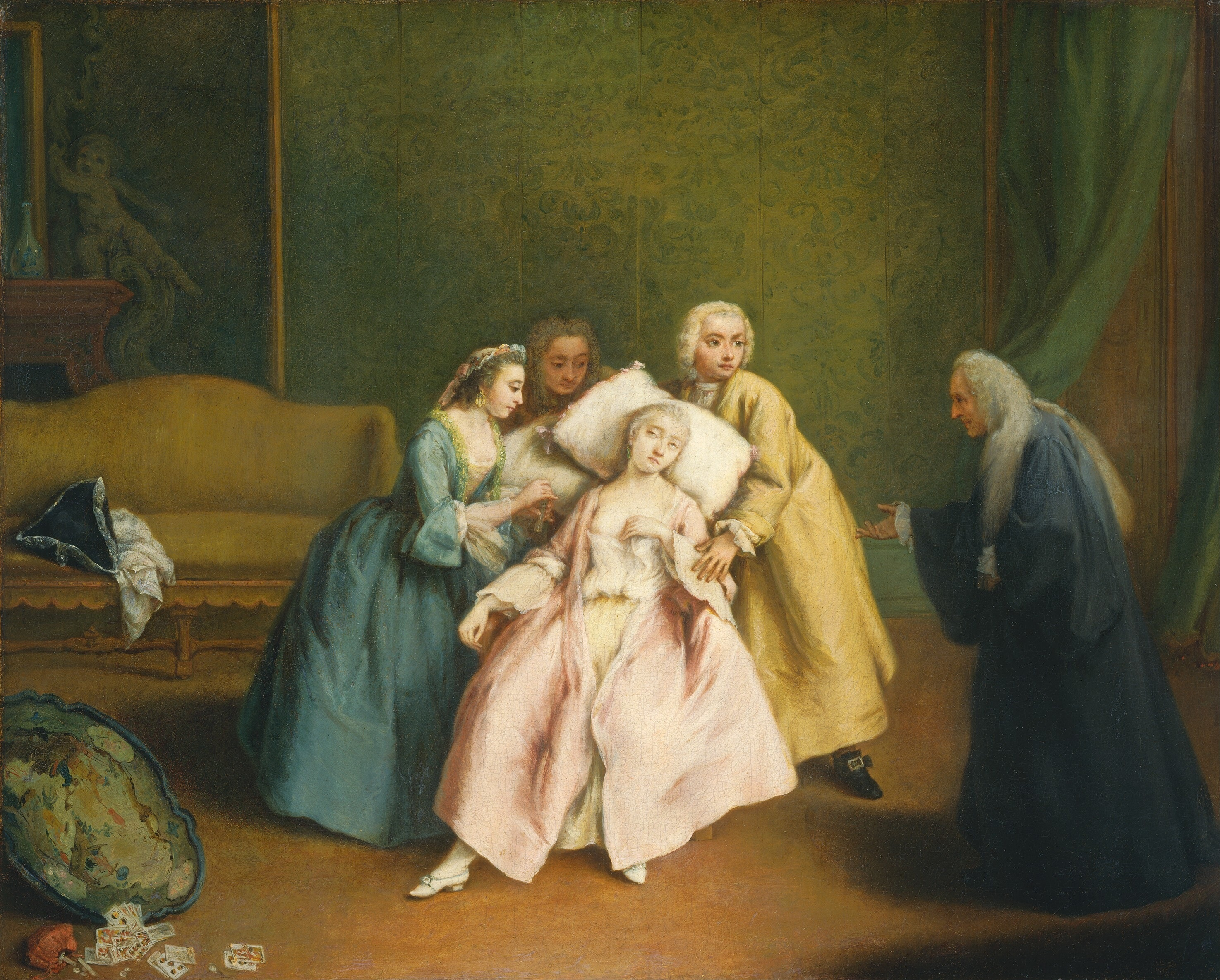
Tento postup je často používaný, v minulosti i dnes
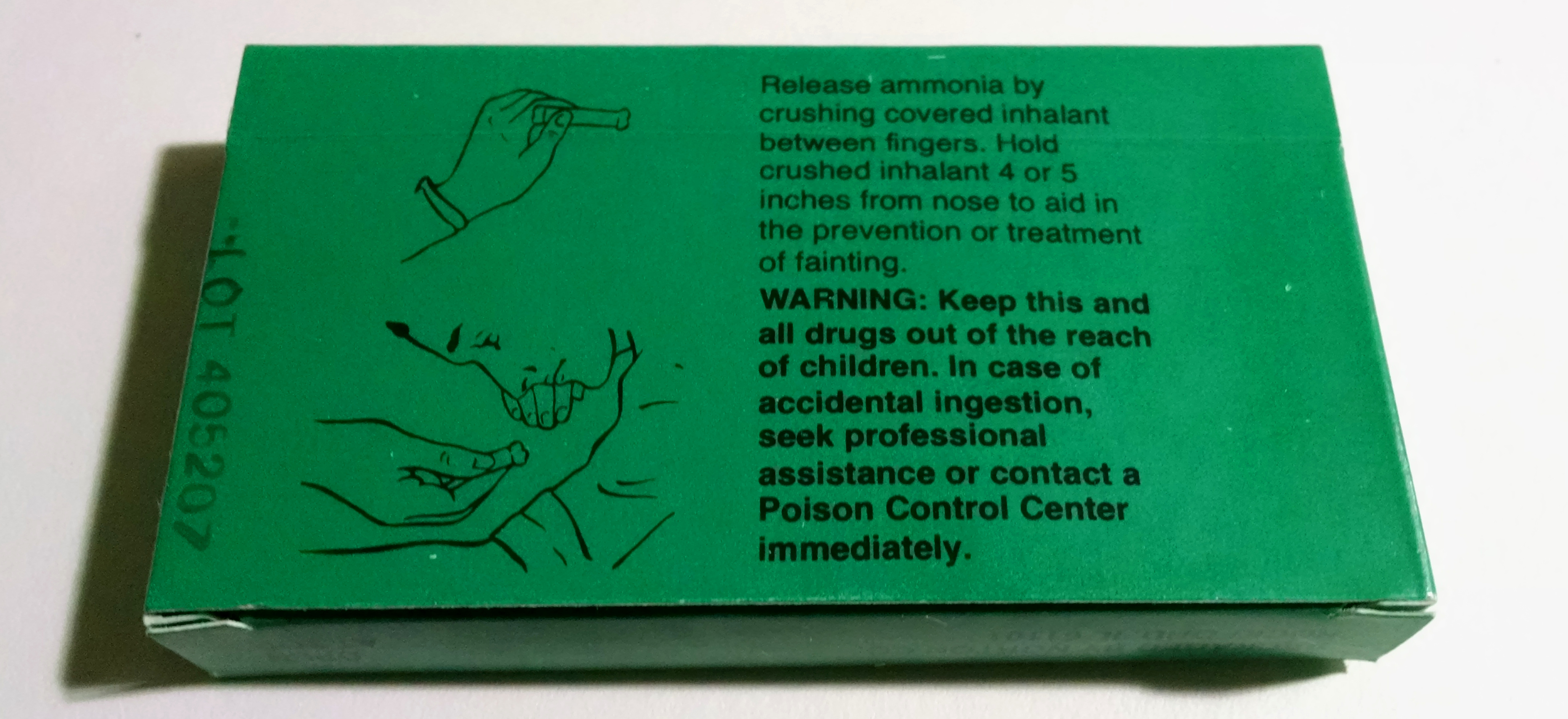
Doporučovalo se  vdechování čpavku, namísto jednoduchého položení na zem
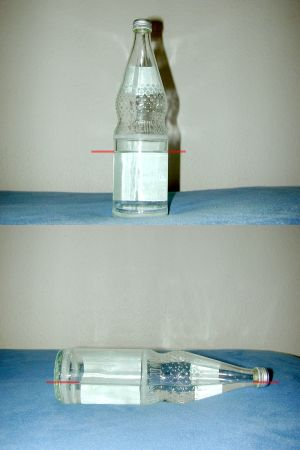
Vleže krev snáze prokrví mozkové buňky (ilustrativní příklad)

## Druhy synkop
Praktické dělení synkop:
- rizikové kardiální
- ostatní s nízkým rizikem
- doposud nejasné etiologie (původu)

Další často používaná klasifikace synkop nepostihují často smíšený původ většiny synkop, či nerespektují definici krátkého trvání. 
- kardiální synkopa
- metabolická synkopa
- neurogenní synkopa
- psychogenní synkopa

Synkopa je krátkodobý stav kvantitativní poruchy vědomí. Dlouhodobější jsou somnolence, sopor a kóma.